# Nordiska sjuårskriget
Nordiska sjuårskriget var ett krig som fördes 1563–1570 mellan Sverige å ena samt Danmark, Lübeck och Polen å andra sidan. Anledningen till kriget låg ytterst i Danmarks missnöje över Kalmarunionens upplösning och präglades av fyra staters önskan att ta del av den Tyska ordensstatens pågående upplösning.
Missnöjet mellan Sverige och Danmark visade sig flera gånger under Gustav Vasas regering, bland annat genom att Danmarks kung Kristian III upptog Sveriges vapen tre kronor i sitt vapen. Detta tilltag tolkades från svensk sida som ett bevis på danska anspråk på Sverige.

## Förlopp

### Upptakt
Oviljan mellan Sverige och Danmark trappades upp efter Gustav Vasas och Kristian III:s död, då de båda rikenas troner bestegs av unga och ärelystna monarker: Erik XIV i Sverige och Fredrik II i Danmark. Nya tvisteämnen tillkom nu, som främst uppstod genom att Erik i början av sin regering saboterade Danmarks planer att förvärva Estland. Visserligen fördes en del underhandlingar för att förekomma fredsbrott, men dessa torde knappt på någondera sidan ha varit allvarligt menade.
När några svenska sändebud under ledning av Sten Eriksson (Leijonhufvud) – som skickats till Hessen för att förhandla om giftermål mellan Erik och prinsessan Kristina av Hessen – kvarhölls i Köpenhamn i februari 1563, var kriget oundvikligt. Detta särskilt eftersom Erik ungefär samtidigt vägrade avlägsna Danmarks och Norges vapen ur sitt eget vapen, som han då nyligen lagt till efter en långvarig dispyt mellan Sverige och Danmark sedan Malmö recess. Dispyten gällde Gotlands tillhörighet, om titeln de Gothers konge ("gotlänningarnas eller götarnas kung") i den danska kungatiteln och om trekronorsvapnets användning i danska riksvapnet. Eriks far Gustav Vasa hade redan 1540 börjat kalla sig Vendes konung, en dansk medeltida kungatitel, på grund av denna dispyt med Danmark.
Lübeck, som upprördes över de hinder Erik lade i vägen för dess handel via Ryssland, slöt 13 juni 1563 förbund med Danmark. Polen, som ville lägga Östersjöprovinserna under sig, följde exemplet på hösten. Krigsrörelserna började i maj, då en dansk flotta under Jacob Brockenhuus seglade inåt Östersjön. Den 30 maj påträffade den danska flottan vid Bornholm den svenska under Jakob Bagge och – utan att krig ännu förklarats – besköt denna med skarpa skott. En strid uppstod, som slutade med danskarnas nederlag. Några tyska furstar sökte ännu medla, men på ett möte som utlysts till Rostock infann sig inga svenska ombud. Den 13 augusti i Stockholm förklarade Danmark och Lübeck krig.

### 1563–1568
Samma månad 1563 angrep Fredrik II Älvsborg, som 4 september föll i hans händer. Därmed var Sverige avskuret från Nordsjön. Erik angrep i stället Halmstad, men utan resultat; sedan kungen lämnat armén, blev denna under Charles de Mornays befäl även slagen av danskarna vid Mared. Till sjöss levererades 11 september en oavgjord strid vid Öland, varpå krigsrörelserna avstannade.
År 1564 intog svenskarna under Claude Collart Jämtland och Härjedalen samt Trondheims län, vilket senare dock snart åter förlorades. I augusti inföll Erik i Blekinge, som härjades på ett rysligt sätt, men som snart återtogs av danskarna, vilka även härjade i Småland.
Till sjöss kom det 30 maj till en sjöstrid mellan svenskarna under Jakob Bagge och danskarna under Herluf Trolle mellan Gotland och Öland. Svenska flottans flaggskepp Mars bordades, antändes och sprängdes och gick till botten medan Bagge blev fången. I augusti blev Klas Kristersson (Horn) överbefälhavare och slog danskarna vid andra slaget vid Ölands norra udde 14 augusti.
I början av 1565 inföll Horn i Halland och Skåne, och samtidigt gjordes flera fruktlösa angrepp mot Bohuslän och bland annat staden Uddevalla. Danskarna brände åter Gamla Lödöse i Västergötland. Mot dem tågade Erik själv, trots att han snart lämnade befälet åt Nils Boije, som 28 augusti tog Varberg. Däremot lyckades danskarna under Daniel Rantzau slå svenska armén under Jacob Henriksson (Hästesko) i slaget vid Axtorna 20 oktober. Till sjöss gick det bättre för svenskarna. Horn jagade en dansk-lybsk flotta mot tyska kusten, där den till stor del förstördes. Sedan lade han sig i Öresund och uppbar där tullen. En tid senare levererade han ett lyckat slag vid Buchow på mecklenburgska kusten, härjade Mön och slog danskarna vid Bornholm 7 juli. Därefter var den svenska flottan obestridd herre i Östersjön.
I januari 1566 gjorde svenskarna ett infall i Skåne, men huvudanfallet riktades mot Bohus fästning, som trots det inte kunde intagas. Daniel Rantzau härjade däremot grundligt i Västergötland men stoppades av Charles de Mornay vid Slaget vid Brobacka där mer än två tredjedelar av den danska härjningsarmén krossades. Svenskarna lyckades också ta hela den danska Trossen på drygt 200 trossvagnar och 1 000 man. Till sjöss hade svenskarna fortfarande framgång. Horn tog åter tull i Öresund, utan att danskarna kunde hindra det. Därpå sammandrabbade han vid Öland, 26 juli, med den dansk-lybska flottan, varefter denna blev alldeles förstörd av en storm. Horn, som nu kallades att överta befälet till lands, dog emellertid 9 september. År 1567 började med ett infall i Norge, där Hamar togs och Akershus fåfängt belägrades. På våren utbröt Eriks psykiska sjukdom, vilket förlamade den svenska krigföringen. Även danskarna var utmattade och gjorde ej något allvarligt anfall förrän i oktober, då Rantzau inföll med omkring 8 500 man i Småland och Östergötland, dit han kom i november och där han brände allt vad han kunde nå. Ett försök att avskära honom återvägen över Hålaveden misslyckades, och i mitten av februari 1568 återkom han till Halland. Under detta år inträffade Eriks avsättning, och kriget fick vila även från dansk sida.

### Medlingsförsök och fred

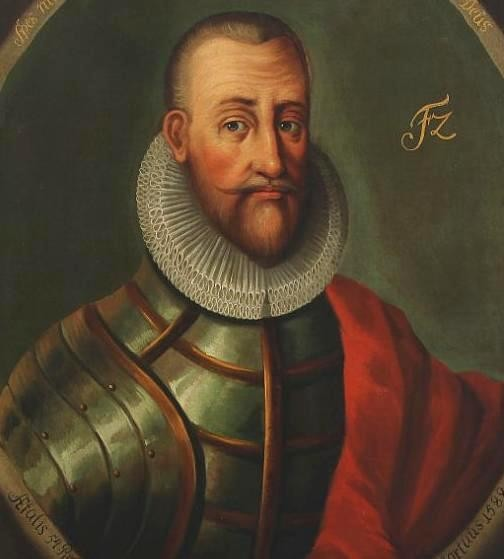
Fredrik II (1534–1588), kung av Danmark och Norge 1559–1588.

Erik XIV (1533–1577), kung av Sverige 1560–1568.

Försök att åstadkomma fred mellan de stridande hade under de föregående åren icke saknats. Som medlare hade bland andra uppträtt danska änkedrottningen, hertigarna av Pommern, franska sändebudet i Danmark Charles Dançay och kejsarna Ferdinand I och Maximilian II. Men då både Erik XIV och Fredrik II visade ringa fredskärlek, hade försöken misslyckats. Vid resningen 1568 inledde emellertid hertig Johan underhandlingar med Danmark, vilka 18 november 1568 ledde till ett fördrag i Roskilde, som dock sedan förkastades av svenskarna. Under 1569 började krigsrörelserna ånyo. Danskarna angrep Varberg, som också återtogs den 13 november. Denna förlust motvägdes inte av svenskarnas härjningar i Skåne.
Den ömsesidiga utmattningen tvang dock snart till nya underhandlingar. I september 1570 öppnades, sedan Maximilian II åter uppträtt som medlare, en fredskongress i Stettin, och där slöts freden den 13 december 1570. Svenske kungen avstod sina anspråk på Skåne, Halland, Blekinge och Gotland. Gotland skildes då i kyrkligt hänseende från Linköpings stift liksom Jämtland från Uppsala stift. Den danske kungen uppgav sina anspråk på Sverige, och därmed var Kalmarunionen uttryckligen upphävd. Svenskarna skulle återlösa Älvsborg med 150 000 riksdaler. Tvisten om tre kronor uppsköts till framtida underhandlingar. Rörande Livland, där under hela kriget strider pågått med polackerna, bestämdes, att Sverige skulle överlämna sina besittningar mot ersättning för gjorda omkostnader åt kejsaren och Tyska riket. Eftersom dessa medel aldrig inbetalades förblev dock Livland i svenska händer. Narvafarten skulle friges och Lübeck skulle få 75 000 riksdaler av Sverige. Det grymma sätt som kriget förts på ledde till ökat hat mellan svenskar och danskar. Sveriges isolerade ställning och den fara som hotade från Ryssland bidrog till att svenskarna accepterade så hårda villkor. Åren efter freden med Danmark vidtog för Sveriges del långa krig med Polen och Ryssland om kontrollen över Baltikum och Östersjöns södra strand.  
Freden mellan Sverige och Danmark varade formellt fram till utbrottet av Kalmarkriget 1611.